# افرایم دیورولی
افرایم دیورولی (به انگلیسی: Efraim Diveroli) متولد (۲۰ دسامبر ۱۹۸۵) یک فروشنده سابق آمریکایی سلاح و نویسنده است. شرکت او (AEY Inc) یک پیمانکار خرده سلاح به وزارت دفاع آمریکا، پنتاگون بود. دولت ایالات متحده آمریکا AEY را به دلیل نقض قرارداد و فروش غیرقانونی مهمات غیراستاندارد و تاریخ گذشته چینی به ارزش ۳۰۰ میلیون دلار به پنتاگون برای افغانستان که دیورولی و شریکش دیوید پاکوز اقدام به بسته‌بندی دوباره مهمات چینی کرده بودند معلق کرد. به دلیل نتیجه و بازتاب این قرارداد کنگره و ارتش آمریکا شروع به بررسی گسترده کرده و پروسه تهیه دولتی را اشتباه خواندند و شروع به تغییر قوانین در ثبت قرارداد با اشخاص و شرکت‌ها نمودند.
دیورولی به چهار سال حبس در زندان فدرال محکوم شد. تاد فیلیپس در سال ۲۰۱۶ فیلم درام کمدی، سگ‌های جنگی (به انگلیسی: War Dogs)، که از زندگی‌نامه افرایم دیورولی و دیوید پاکوز و وقایع آن زمان الهام گرفته را ساخت که در آن فیلم جونا هیل نقش دیورولی را بازی کرده است.